# درول فن میخم
درول فن میخم (زاده ۵ دسامبر ۱۹۹۰) یک بازیکن فوتبال اهل هلند است که هم اکنون برای باشگاه فوتبال ادو دن هاخ بازی می‌کند.